# Gare de Hayato (Kagoshima)
La gare de Hayato (隼人駅, Hayato-eki) est une gare ferroviaire de la ville de Kirishima, dans la préfecture de Kagoshima au Japon. Elle est exploitée par la compagnie JR Kyushu.

## Situation ferroviaire
La gare de Hayato est située au point kilométrique (PK) 434,7 de la ligne principale Nippō. Elle marque la fin de la ligne Hisatsu.

## Histoire
La gare a été inaugurée le 10 juin 1901 sous le nom de gare de Kokubu. Elle prend son nom actuel en 1930.

## Service des voyageurs

### Accueil
La gare dispose d'un bâtiment voyageurs ouvert tous les jours, avec des guichets et des automates pour l'achat de titres de transport.

### Desserte
- Ligne principale Nippō :
  - voies 1 à 3 : direction Kagoshima, Kagoshima-Chūō, Miyakonojō et Miyazaki

- Ligne Hisatsu :
  - voies 1 à 2 : direction Kirishima-Onsen et Yoshimatsu